# جون روكو
جون روكو (بالإنجليزية: John Rocco)‏ هو رسام توضيحي وكاتب أمريكي، ولد في 1967 في رود آيلاند في الولايات المتحدة.

## وصلات خارجية
- الموقع الرسمي
- جون روكو على موقع IMDb (الإنجليزية)